# Pozo Verde (paroisse civile)
Pour les articles homonymes, voir Pozo Verde.
Pozo Verde est l'une des onze paroisses civiles de la municipalité de Caroní dans l'État de Bolívar au Venezuela. Sa capitale est Pozo Verde.

## Géographie

### Situation
La paroisse civile est située au centre et au sud de la municipalité de Caroní.

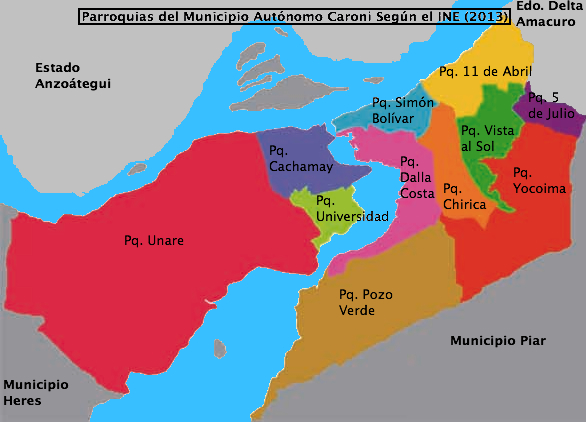
Carte des paroisses civiles de la municipalité de Caroní.

### Démographie
Hormis sa capitale Pozo Verde, la paroisse civile possède plusieurs localités :
- 5 de Marzo
- Campo Allegre
- Cerro Azul
- Chaparralito
- Comunidad Indigena Zamura
- El Bosque
- El Silvestre
- El Tesoro
- Kilómetro 17
- La Laguna
- Las Dos Ceibas
- Mina Abajo
- Mina Arriba
- Ojo de Agua
- Paraíso
- Perla de Caruachi
- Pozo Verde
- Quebrada Honda
- Santa Fé
- Sierra Caroní
- Taparote